# Трап (санитарно-техническое оборудование)
Трап (англ. drain box, нем. Regenwasserablauf) — элемент санитарно-технического оборудования зданий. Представляет собой водоприёмное устройство различных конструкций.
Как правило, трап устанавливается в полу и имеет гидрозатвор (сифон) для исключения проникновения через трап запахов из системы канализации в помещение. Трапы изготавливаются из различных материалов, но наиболее распространены пластик, чугун и нержавеющая сталь.

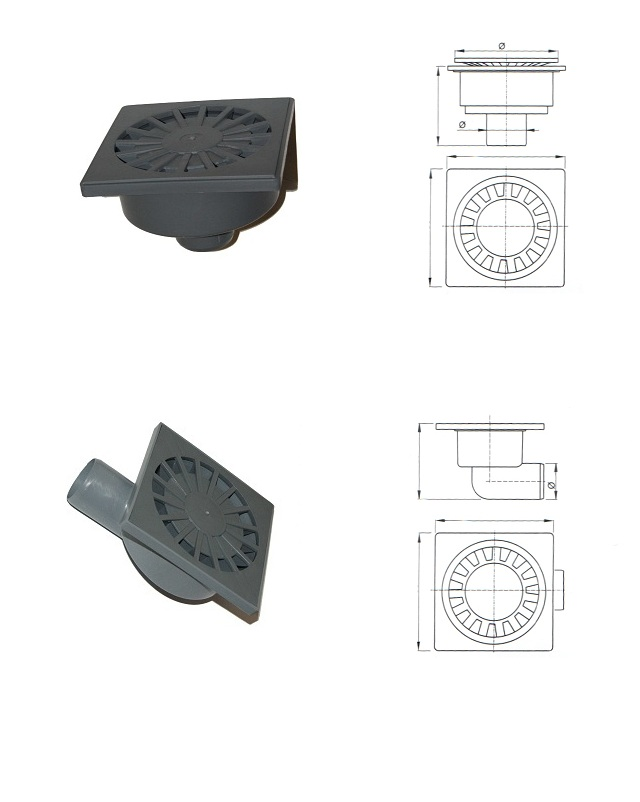
Вертикальный и горизонтальный трап